# Paraclinus walkeri
Paraclinus walkeri is een  straalvinnige vissensoort uit de familie van slijmvissen (Labrisomidae). De wetenschappelijke naam van de soort is voor het eerst geldig gepubliceerd in 1952 door Hubbs.
De soort staat op de Rode Lijst van de IUCN als Kritiek, beoordelingsjaar 2007.